# Felipe Díaz
Felipe Andrés Díaz Henríquez (* 9. August 1983 in Santiago) ist ein ehemaliger chilenischer Fußballspieler auf der Position eines Mittelfeldspielers.

## Karriere
Felipe Díaz begann seine Karriere 2006 bei Santiago Morning und stand dort bis 2016 unter Vertrag. Er bestritt 290 Partien und erzielte 34 Tore. In dieser Zeit war er 2011 an die Rangers de Talca verliehen und gewann die Meisterschaft der Primera B. In der Saison 2014/15 spielte er auf Leihbasis für Deportes Antofagasta.

## Erfolge
Rangers de Talca
- Meister der Primera B: 2011